# International Federation of Organic Agriculture Movements
L’International Federation of Organic Agriculture Movements (IFOAM), est une association internationale d'agriculture biologique, aussi appelée Fédération internationale des mouvements d'agriculture biologique.
Son but est l'adoption au niveau mondial de systèmes économiquement, écologiquement et socialement solides fondés sur les principes de l'agriculture biologique.

## Historique

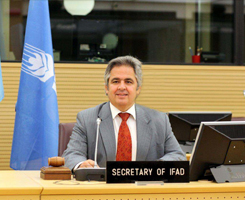
Rașit Pertev, ancien secrétaire général adjoint de la Fédération internationale des producteurs agricoles.

Nature et Progrès est à l'origine de la création de l'IFOAM en 1972 en accord avec la Soil Association (Grande-Bretagne), la Soil Association of South Africa, l'Association d'Agriculture biodynamique suédoise et la Rodale Press des États-Unis.[réf. nécessaire]
En 2011, l'IFOAM introduit le Cahier des charges de Bio Suisse dans sa Family of Standards (en français « famille de normes »).

## Missions
La mission de l’IFOAM est de conduire, unifier et soutenir le mouvement d'agriculture biologique dans toute sa diversité.

## Organisations membres
L'IFOAM est structurée en :
- Cinq groupes régionaux : Asie, Méditerranée (AgriBio Mediterraneo), Amérique du Sud, Amérique du Nord et Union européenne ;
- Trois groupes nationaux : France, Iran et Japon ;
- Le bureau africain IFOAM Africa Office, créé en 2004[3].

### En Belgique
En Belgique, les associations membres de l'IFOAM sont : BELBIOR, Vlaamse Beroepsvereniging voor Biologische Boeren, BioForum Vlaanderen, CERTIBIONET, Association Internationale des Organismes de contrôle et de certification en Agriculture biologique, Certisys, Ets. Delhaize, INTEGRA DIVISION BLIK, KAMUT, PROBILA-UNITRAB, Belgian Federation of Processors and Distributors of Organic Produkts.

### En France
En France, les associations membres de l'IFOAM, regroupées dans l'Association des Adhérents Français d’IFOAM (AsAFI), sont : AbioDoc, BIOMAS, Bio Cohérence, Ecocert, la Fédération nationale d'agriculture biologique des régions de France (FNAB), le Groupe de recherche en agriculture biologique (GRAB), Guayapi, Inter Bio Nouvelle Aquitaine, Institut technique de l'agriculture biologique (ITAB), Inter bio Bretagne, le Mouvement de l'agriculture bio-dynamique (MABD), Nature et Progrès et le Syndicat des entreprises bio agroalimentaires.

### En Afrique
Des points de contacts sont établis depuis 2007 dans le continent pour soutenir les activités de mise en réseau et d'échange d'informations entre les mouvements biologiques nationaux ou régionaux. Des points de contact IFOAM existent dans ces pays : Madagascar, Éthiopie, Ghana, Kenya, Ouganda, Zambie, Nigeria, Bénin, Tanzanie, Zimbabwe.